# Maki Kawanishi
Maki Kawanishi (川西 真紀, Kawanishi Maki), née le 16 février 1979, est une escrimeuse japonaise.

## Carrière
Avec l'équipe du Japon de fleuret féminin, elle a remporté une médaille de bronze aux championnats du monde d'escrime 2007. Les japonaises réalisent un exploit en sortant, en quarts de finale, les grandes favorites italiennes (17-16). Elles sont ensuite battues par la Pologne, qui remporte le titre, mais remportent la petite finale contre la Hongrie. Kawanishi arrête sa carrière l'année suivante, en 2008.
Elle a également remporté une médaille de bronze par équipes aux Jeux asiatiques. 

## Palmarès
- Championnats du monde d'escrime
  -  Médaille de bronze par équipes aux championnats du monde d'escrime 2007 à Saint-Pétersbourg

- Jeux asiatiques
  -  Médaille de bronze par équipes aux Jeux asiatiques de 2006 à Doha